# Президентская кампания Бориса Ельцина (1991)
Президентская кампания Бориса Ельцина на выборах 1991 года проходила под лозунгами борьбы с номенклатурой и при поддержке большого количества активистов и сторонников политика среди депутатов Советов всех уровней. В основном Ельцин использовал образ председателя Верховного Совета РСФСР, а не обычного кандидата. В его программе говорилось о рыночных реформах и департизации органов власти, усилении гарантий прав граждан. Ельцин получил 57,3 % (45 552 041) голосов и победил в первом туре.

## Кандидаты

### Кандидат в президенты
К началу избирательной кампании Борис Ельцин занимал пост председателя Верховного Совета РСФСР — главный государственный пост. В декабре 1990 года по инициативе сторонников Ельцина в парламенте депутаты дополнили Конституцию положением о Президенте РСФСР. По мнению политолога Николая Борисова, пост предназначался для Ельцина — поборники введения должности преследовали цель усилить власть политика, чтобы покончить с опекой со стороны союзной власти.

### Кандидат в вице-президенты

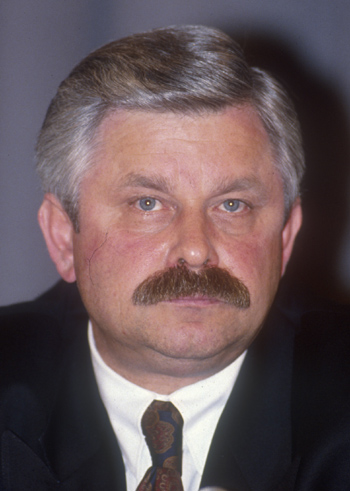
Кандидат в вице-президенты Александр Руцкой

На предстоящих выборах вместе с президентом республики избирали вице-президента. Среди потенциальных напарников Ельцина СМИ называли Сергея Шахрая, Григория Явлинского, Геннадия Бурбулиса, Дмитрия Волкогонова, Сергея Станкевича и Галину Старовойтову. Сам политик выбирал между Бурбулисом, Русланом Хасбулатовым и Вадимом Бакатиным. Последний отказался от предложения, а кандидатуры Бурбулиса и Хасбулатова Ельцин в итоге отверг, посчитав их нехаризматичными. При этом с Бурбулисом был договор баллотироваться вместе, но Ельцин передумал.
Спичрайтеры Людмила Пихоя и Евгений Харин посоветовали идти на выборы в паре с народным депутатом РСФСР и лидером группы «Коммунисты за демократию» Александром Руцким. Ельцин вспоминал, что «Руцкой был просто создан для избирательной кампании», а его приятная внешность и биография боевого лётчика привлекали женщин средних лет и военных. Руцкому — члену ЦК КП РСФСР — симпатизировала и часть коммунистического электората. Политик Евгений Савостьянов объяснял выбор Ельцина примером его соперника — Николая Рыжкова. Тот баллотировался вместе с популярным генералом Борисом Громовым. Руцкой согласился только на третье предложение участвовать в выборах вместе — Ельцин не мог решить, чем будет заниматься вице-президент, пока не предложил курировать ВПК и реформу армии.

## Выдвижение и поддержка
Ельцин собрал требуемые законом 100 тыс. подписей граждан для участия в выборах. Также политик баллотировался от нескольких демократических организаций. 26 апреля делегаты II съезда Демократической партии России проголосовали за выдвижение политика. 27 апреля его единогласно поддержали члены координационного совета Республиканской партии России и выдвинуло движение «Демократическая Россия». 1 мая Ельцина поддержал III съезд Социал-демократической партии России.
За кандидата выступили движение «Гражданское согласие», парламентская фракция «Коммунисты за демократию», Конституционно-демократическая партия — Партия народной свободы, Крестьянская партия России, Российское христианское демократическое движение. Участие Ельцина в выборах одобрили организация «Женщины России» и Союз кинематографистов, демократические движения Сибири и 11 казачьих организаций. Кандидата поддерживали региональные политические силы: в Карелии за него выступили Народный фронт Карелии и «зелёные», в Алтайском крае — «Общество содействия перестройке».
20 мая 1991 года ЦИК зарегистрировала кандидатуры Ельцина и Руцкого.

## Штаб
Избирательная команда Ельцина насчитывала около 500 человек. Она была дисциплинированной и работала по инструкциям. Члены «Демократической России» вошли в избирательный штаб и помогли открыть штабы в 88 регионах. В региональных штабах работали от трёх до десяти человек (встречается оценка до 50). Главный штаб возглавил руководитель рабочей группы высшего консультативно-координационного совета при Верховном совете РСФСР Геннадий Бурбулис. Однако тогдашний заместитель председателя Верховного совета РСФСР Руслан Хасбулатов в интервью журналистам заявлял, что именно он «фактически возглавлял избирательную кампанию Ельцина».
Закон предоставлял кандидату в президенты право иметь до 100 доверенных лиц. Они помогали проводить кампанию и агитировали за кандидата, представляли его на встречах с чиновниками и общественниками, избирательными комиссиями. У Ельцина было 100 доверенных лиц, все были депутатами РСФСР. 70 из них возглавляли региональные штабы. По словам Александра Ковалёва, его «сделали» доверенным лицом в Воронежской области из-за депутатского мандата. Политик вспоминал, что кандидат неформально общался с доверенными лицами, обращался на «ты». Доверенное лицо в Свердловской области Тамара Алайба рассказывала о «полном доверии».
В регионах штабам помогали Советы из сторонников Ельцина, организации «Демократической России», молодёжь и рабочие стачкомы. На местах создавали общественные комитеты поддержки кандидатуры Ельцина. Сведения о работе в регионах и кампаниях соперников собирали в документ для Бурбулиса. С учётом этой информации команда планировала агитационные поездки.
30 доверенных лиц выстраивали работу главного штаба с журналистами, общественниками и членами рабочих движений. Также в Москве под руководством Николая Богаенко, Александра Кричевского и Станислава Кулакова работал отдельный штаб из 50 человек. Он отвечал за связи с регионами и контролировал ход кампании на местах, передавал агитацию активистам в московских районах.

## Кампания
Кампания проходила под лозунгами борьбы с привилегиями номенклатуры. Главным из них стал «Народного депутата в народные президенты!». Ельцин ездил на троллейбусах и летал на рейсовых самолётах. В основном политик использовал образ председателя Верховного Совета, а не обычного кандидата. Он пользовался широкой поддержкой СМИ и избегал публичных дискуссий с соперниками по причине занятости, чтобы показать себя ответственным государственным деятелем, которому чуждо соперничество за власть.
Ельцин выступал за справедливую приватизацию, департизацию государственных органов, разграничение власти и собственности между республиками и союзным центром. Поддерживал «возвращение России в Европу» и проведение осенью выборов глав Советов всех уровней. В листовках кандидата говорилось об усилении гарантий прав граждан, о земельной и имущественной реформах, о поддержке предпринимателей, ветеранов и молодёжи. Хасбулатов убедил штаб отказаться в агитации от слов о ненужности СССР и говорить о том, что Россия останется частью Советского Союза. Он же привлёк на сторону Ельцина руководителей регионов, которые прежде были против кандидата.
В ходе кампании выходила и агитация против соперников. Комитет поддержки Ельцина в Алтайском крае распространял листовку с критикой Рыжкова. Её авторы обвиняли политика в неумелом руководстве правительством СССР и покровительстве ВПК в ущерб другим сферам. В Кемеровской области висели плакаты «Сохраним Тулеева для Кузбасса, а Ельцина — для России». По мнению соперника кандидата Амана Тулеева, идея плаката принадлежала Тельману Гдляну — члену команды Ельцина.
За Ельцина агитировало большое количество активистов. Историк Тимоти Колтон назвал их «целой армией демократов-любителей». В Москве и Подмосковье добровольцы печатали агитацию, агитировали в метро и ходили по домам, разбрасывали листовки из окон электричек. С помощью председателя профсоюза пилотов «Аэрофлота» Анатолия Кочура удалось на самолётах перевезти агитацию активистам в регионах. В Новосибирской области с пяти самолётов разбрасывали листовки над казармами. Историк Анатолий Кириллов считал, что вся кампания Ельцина строилась на поддержке его единомышленников из числа народных депутатов всех уровней.
В ходе кампании Руцкой посетил 32 региона. Политик выслушивал жалобы избирателей, агитировал за продолжение реформ и критиковал союзный центр за безответственность.
Вокруг темы участия в кампании зарубежных политтехнологов существуют разные мнения. Народный депутат СССР Анатолий Чехоев вспоминал о «целой команде», в том числе о 40 специалистах из польского профсоюза «Солидарность». Министр печати и массовой информации РСФСР Михаил Полторанин рассказывал, что специалисты «всё время были рядом», но к их советам не прислушивались, потому что они не знали местных условий. Хасбулатов отрицал присутствие зарубежных политтехнологов. Бурбулис считал тему «болтовнёй».

## Итоги
Центральная избирательная комиссия по выборам Президента РСФСР объявила о победе Ельцина — политик получил 57,3 % (45 552 041) голосов. 10 июля 1991 года в Кремлёвском дворце съездов Ельцин принёс президентскую присягу.

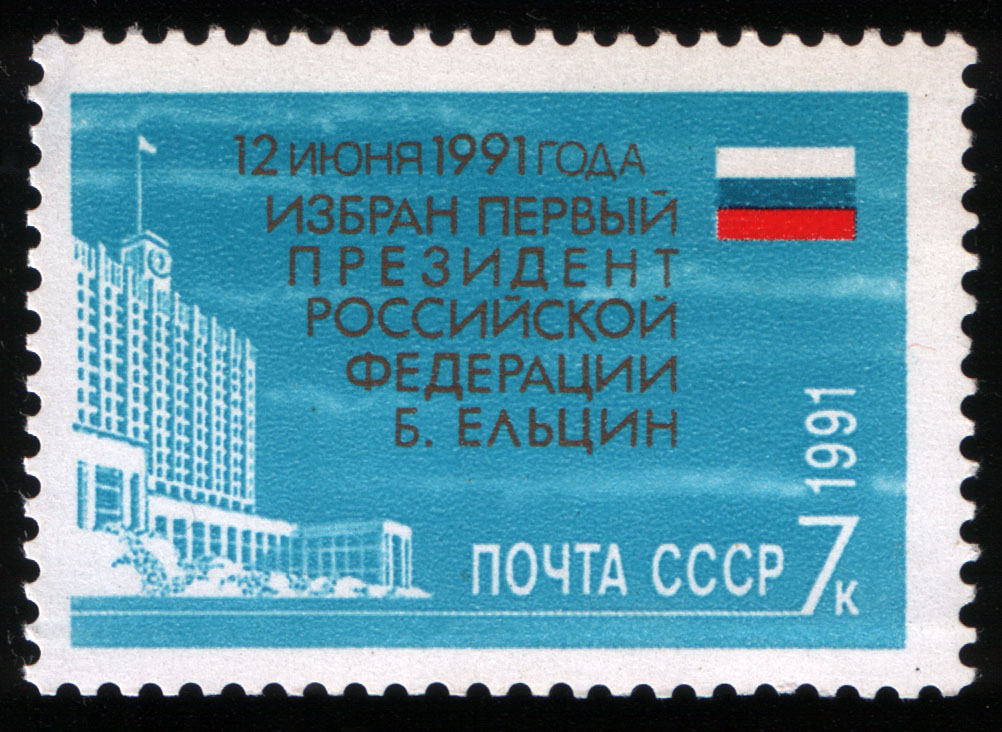
Почтовая марка, посвящённая выборам президента

Ельцина поддержали избиратели в Чечено-Ингушетии (76,6 %), Москве (71,9 %), Дагестане (65,8 %), Ленинграде (67,2 %), Кабардино-Балкарии (63,8 %), Свердловской (84,8 %), Челябинской (77,2 %), Пермской (71,1 %), Нижегородской (69,9 %), Самарской (67,9 %), Тульской (63,9 %) областях, Ханты-Мансийском (68,7 %) и Ямало-Ненецком (67,9 %) автономных округах. Ельцин получил меньше 50 % голосов только в 22-х регионах.
За кандидата голосовали сторонники рыночных реформ, противники Горбачёва и КПСС, умеренные русские националисты, рабочие и интеллигенция. Отдали голос за Ельцина большинство женщин. Объявленное политиком перед выборами повышение пенсий привлекло пенсионеров, а одобрительные высказывания о Ельцине православного и мусульманского священства — верующих. Поддержка на Северном Кавказе была обусловлена надеждой местных избирателей на решение проблем репрессированных народов.

## Оценки
Организационный отдел ЦК КПСС проанализировал выборы и пришёл к выводу, что Ельцин победил благодаря образу сильной личности. Многие избиратели не знали его программу и голосовали за политика, чтобы он остановил кризис. Люди поддерживали беспартийность Ельцина и не верили в негативные сведения о нём.
Хасбулатов был уверен в победе Рыжкова, если бы команда кандидата не была настроена на поражение. По сведениям Руцкого, штаб Ельцина не рассчитывал на лёгкую кампанию — на выборы было запланировано больше сил, чем потратили по итогам. Успех политика Руцкой объяснял образом лидера, раздающего обещания на фоне экономического кризиса. О связи победы на выборах с личностью Ельцина говорил политтехнолог Константин Калачёв — люди голосовали за перемены и связывали их с политиком.
Дочь Ельцина Татьяна Юмашева вспоминала, что семья была уверена в его победе и радовалась в день выборов.